# Apolda (stacja kolejowa)
Apolda – stacja kolejowa w Apolda, w kraju związkowym Turyngia, w Niemczech. Znajdują się tu 2 perony.